# Ectolopha
Ectolopha là một chi bướm đêm thuộc họ Noctuidae.